# 原田かおり
原田 かおり（はらだ かおり、1968年5月14日 - ）は、日本の女性声優。埼玉県出身。

## 人物
以前はアーツビジョンに所属していた。
趣味・特技は旅行、料理。
資格は普通自動車免許、栄養士免許。

## 出演作品

### テレビアニメ
- 黄金勇者ゴルドラン（エキストラB）
- ゲゲゲの鬼太郎（第4作）（立間真由子）
- しましまとらのしまじろう（子供）
- 獣戦士ガルキーバ（看護婦）

### OVA
- ダーティペア FLASH2（女性客）
- 未来超獣FOBIA（鈴木恵子）

### ゲーム
- ブルーブレイカー 〜剣よりも微笑みを〜（ハミュン、ラーワのギルド員）※PC-FX版＆セガサターン版

### ドラマCD
- 新世紀GPXサイバーフォーミュラ PICTURELAND 2 白銀の対決（ファン）